# Oslobodilačka vojska RSK
Oslobodilačka vojska RSK je planirana vojna formacija čija je zamišljena zadaća bila obnova propalog velikosrpskog paradržavnog projekta tzv. Republike Srpske Krajine iz doba Domovinskog rata, tj. agresije na Hrvatsku.
Isplanirana je nakon poraza velikosrpskih snaga u hrvatskoj osloboditeljskoj operaciji Oluji i neuspjeha srpske protuofenzive u operaciji Vaganj 95.
U dokumentu koji je klasificiran kao "vojna tajna" i "strogo povjerljivo", nadnevkom od 4. rujna 1995., predviđeno je osnivanje ove formacije. Dokument je potpisao čelnik pobunjeničke velikosrpske paradržave Milan Martić.
Dokument na ćirilici je naslova Formiranje Oslobodilačke vojske RSK i njeno uključivanje u borbena dejstva na teritoriji RS i RSK, direktiva, a u sadržaju se iznosi da "prema odluci državnog i vojnog rukovodstva Republike Srpske i Republike Srpske Krajine, sve strukture SVK raspoređuju se na teritoriji Republike Srpske" - tj. na području pod kontrolom Srba u BiH. Točka 1. „Direktive“ predviđa: "Formirati Oslobodilačku vojsku RSK. Osnovni oblik organizovanja su oslobodilačke brigade, specijalne jedinice za dejstva na teritoriji RSK i dobrovoljačke brigade".
Ova direktiva nije usamljeni dokument i projekt čiji ga tvorci nisu razradili. Dokument od 7. rujna 1995. potvrđuje tu direktivu. I ovaj je klasificiran kao vojna tajna i strogo povjerljiv. U njemu stoji da je "na osnovu Direktive" i "Naredjenja o organizacijskim promenama u SVK" general i "komandant" Glavnoga štaba srpske vojske, Mile Mršćić, piše – "Naređujem 1. Pristupiti formiranju Oslobodilačke vojske RSK /OVRSK/...". "Naređenje" je pisano latinicom. Zadnji pak navedeni dokument u knjizi (6. listopada 1995.) dokazuje povezanost vojske RSK s primateljem dopisa: "Savezna republika Jugoslavija, Generalštab vojske Jugoslavije, Kabinet načelnika generalštaba". General SVK Milan Čeleketić traži od Beograda neka mu za određenu postrojbu pošalje "komandni kadar": (zapovjedno osoblje), tri pukovnika, po jednoga potpukovnika, majora i kapetana - na način kako su iz Srbije i ranije slani časnici na službu u zapovjedništvima Srpske vojske Krajine.
Rasulo među Srbima koji su napustili područje RSK i svim silama nastojali što prije doći u Srbiju, ne pristajući da se angažiraju u obrani Republike Srpske u BiH koja se pod združenim udarima HV, HVO i ABiH (v. Operacija Maestral) i sama našla u vrlo teškoj vojnoj situaciji, onemogućili su planove formiranja OV RSK.
Hrvatska sigurnosno-obavještajna agencija SOA u javnom je izvješću 2015. objavila: "I dalje su aktivne organizacije i pristaše četničkih pokreta u državama okruženja, ali i šire. Pri tome postoje i kontakti prema istomišljenicima u Republici Hrvatskoj te prema ostalim organizacijama i pojedincima s velikosrpskim ideološkim polazištima... Regionalne sigurnosne prilike obilježava i nastavak javnog djelovanja velikosrpskih ekstremističkih organizacija, te pojava novih, uz pojave povijesnog revizionizma.".

## Daljnja literatura
- Ivan Brigović, dr. Natko Martinić Jerčić i Ivan Radoš: 17. knjiga dokumenata iz serije Republika Hrvatska i Domovinski rat 1990. – 1995., Hrvatski memorijalno-dokumentacijski centar Domovinskog rata (ISBN 978-953-7439-63-7). Zagreb, srpanj 2015.